# Urbise
Urbise ist eine französische Gemeinde mit 116 Einwohnern (Stand 1. Januar 2022) im Département Loire in der Region Auvergne-Rhône-Alpes (vor 2016 Rhône-Alpes). Sie gehört zum Arrondissement Roanne und zum Kanton Renaison.

## Geographie
Die Gemeinde Urbise liegt an der Grenze zu den Départements Saône-et-Loire und Allier, rund 35 Kilometer nordnordwestlich von Roanne im Weinbaugebiet Côte Roannaise, das sich an den Abhängen der Bergkette Monts de la Madeleine erstreckt. Der gleichnamige Fluss Urbise fließt durch die Gemeinde. Umgeben wird Urbise von den Nachbargemeinden Montaiguët-en-Forez im Nordwesten und Norden, Le Bouchaud im Norden, Céron im Nordosten, Chenay-le-Châtel im Osten und Südosten, La Pacaudière im Süden, Saint-Martin-d’Estréaux im Südwesten sowie Sail-les-Bains im Westen.

## Bevölkerungsentwicklung
| Jahr                       | 1962 | 1968 | 1975 | 1982 | 1990 | 1999 | 2006 | 2014 | 2022 |
| Einwohner                  | 247  | 247  | 191  | 171  | 152  | 140  | 126  | 133  | 116  |
| Quellen: Cassini und INSEE |      |      |      |      |      |      |      |      |      |

## Sehenswürdigkeiten

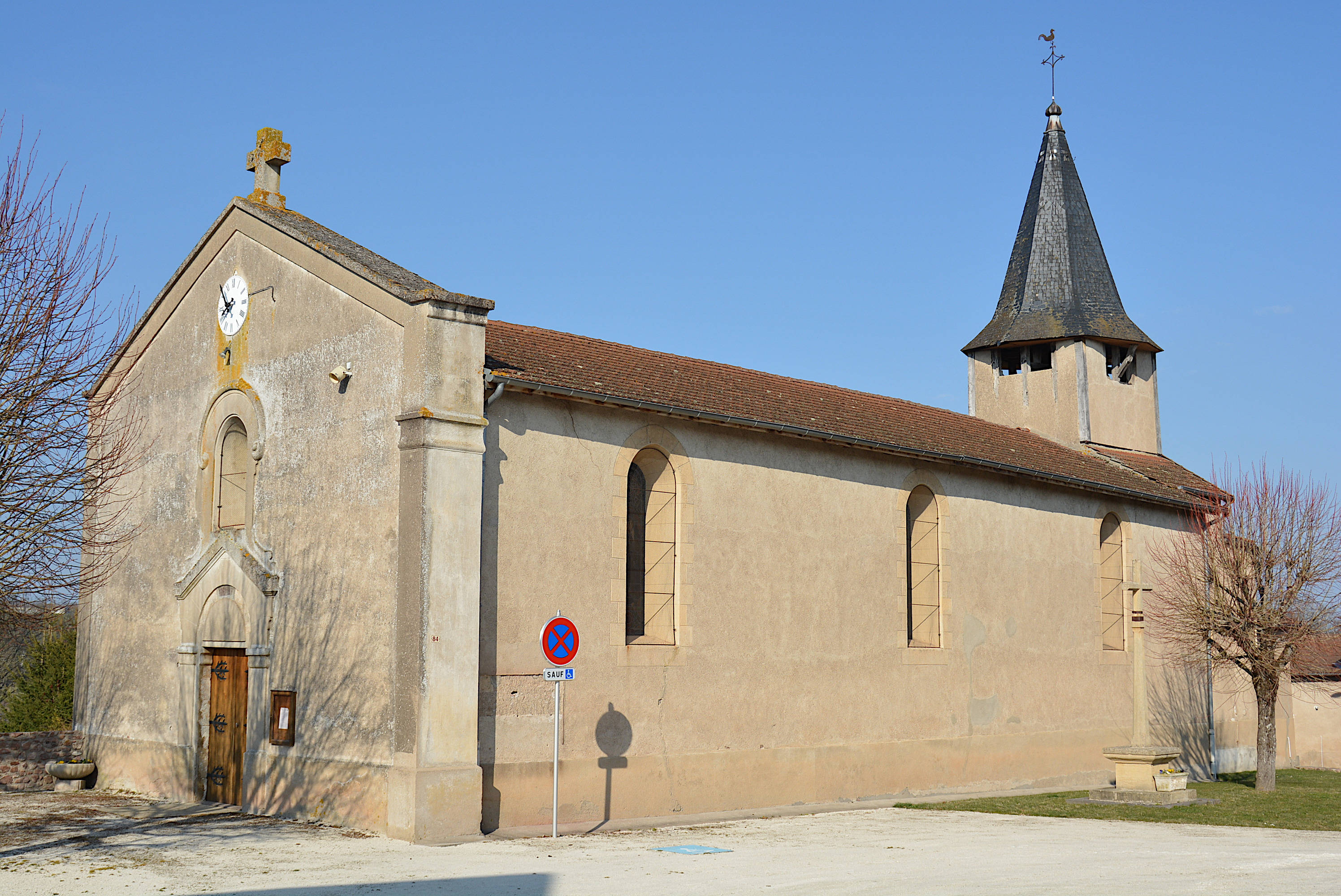
Kirche Notre-Dame

- Kirche Notre-Dame
- Burg